# Talatát

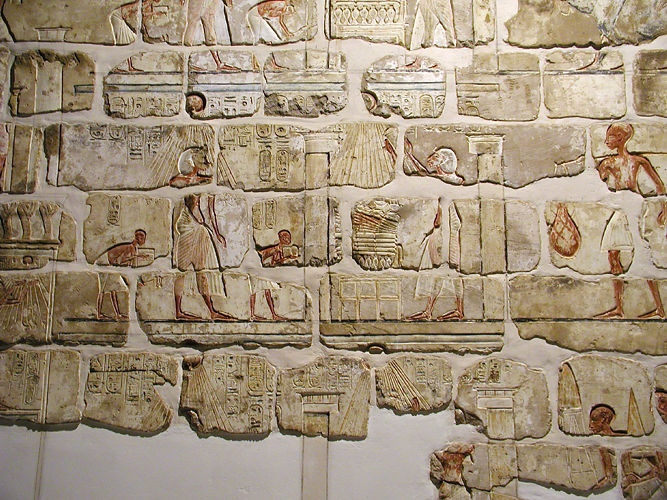
Talatátok a Gempaaton-templomból (Luxori Múzeum)

A talatátok kisebb homokkőkőtömbök, melyet Ehnaton, az ókori egyiptomi XVIII. dinasztia fáraója uralkodásának idején kezdtek használni építkezéseknél az addig használt nagyobb homokkőtömbök helyett. A talatátok kb. 60 cm szélesek, 25 cm magasak s kb. ugyanilyen vastagok voltak, így egy ember is fel tudta emelni őket, és sokkal gyorsabban haladt az építkezés. Használták Ehnaton karnaki építkezésénél (Gempaaton), és az általa alapított új fővárosban, Ahet-Atonban is.
Ehnaton uralkodása után többé nem használtak talatátokat, mert az így épült épületekre vésett domborművek kevésbé bizonyultak tartósnak, és az épületeket lebontani is könnyebb volt. Ehnaton lebontott karnaki építményeinek téglái nagy részét újra felhasználták, a karnaki Ámon-templom nagy oszlopcsarnokának alapjában és több pülónjában is megtalálták őket, például az Ehnaton épületeinek lebontását megkezdő Horemheb által építtetett 9. és 10. pülónban. Előkerültek talatáok sok más építményből is, például a karnaki Ámon-templom 2. pülónjából és a luxori templom II. Ramszesz által emeltetett nagy pülónjából.
Ezekből később az egyiptológusok számítógépes segítséggel több Ehnaton-kori domborművet is rekonstruálni tudtak. Az ahet-atoni talatátoknál, amelyeket többek közt Hermopoliszban használtak fel újra későbbi építkezésekhez, nehezebb dolguk volt, mivel ezeket messzebbre szállították az újrafelhasználás előtt, így nagy mértékben összekeveredtek, ráadásul nem egy helyben használták fel őket, hanem Egyiptom különféle pontjairól kerültek elő az egyazon épületből származó talatátok, még a messzi Abüdoszból is.
Neve az arab szalásza(t) (ثلاثة – ṯalāṯa) azaz „három” szóból ered, onnan kapta, hogy a téglák kb. 3 tenyér szélesek. Kevésbé elterjedt feltételezés szerint az olasz tagliata, azaz vágott kő szóból ered.

## Külső hivatkozások
- Talatátok a Bostoni Szépművészeti Múzeumban